# بيرثيال دي ثاباردييل
بلدية بيرثيال دي ثاباردييل (بالإسبانية: Bercial de Zapardiel) هي بلدية تقع في مقاطعة آبلة التابعة لمنطقة قشتالة وليون وسط إسبانيا.

## الديموغرافيا
يبلغ عدد سكان بلدية بيرثيال دي ثاباردييل 251 نسمة عام 2011 (وفقاً للمعهد الوطني للإحصاء الإسباني).
| 322 | 322 | 302 | 267 | 261 | 245 | 251 |